# Edmondo De Amicis
Edmondo De Amicis (ur. 21 października 1846 w Oneglia, zm. 11 marca 1908 w Bordigherze) – włoski pisarz i dziennikarz. Autor powieści dla młodzieży Serce.

## Młodość
Edmondo De Amicis uczęszczał początkowo do szkoły w Cuneo, następnie zaś do liceum w Turynie. W wieku 16 lat wstąpił do Akademii Wojskowej w Modenie i został oficerem w nowym królestwie Włoch. 24 lipca 1866 brał udział jako podporucznik w bitwie z Austriakami pod Custozą niedaleko Werony, która zakończyła się porażką nieudolnie dowodzonych wojsk włoskich. Klęska ta spowodowała rozczarowanie, które go skłoniło do opuszczenia wojska.
De Amicis był nastawiony bardzo patriotycznie i uważał armię za ważny element przyczyniający się do zjednoczenia Włoch. Zalecał dyscyplinę wojskową jako środek wychowawczy.

## Dziennikarz
We Florencji, dokąd udał się ze względów służbowych, pisał na ten temat oraz opisywał swe doświadczenia wojenne w szeregu krótkich opowiadań, które po raz pierwszy opublikował w zbiorze La vita militare (1869) w czasopiśmie „L’Italia militare”, organie ministerstwa wojny. Kiedy krótko potem opuścił armię, został korespondentem florenckiej gazety „la Nazione” i uczestniczył między innymi w zdobyciu Rzymu w 1870. W tym czasie powstały szkice z podróży: Spagna – Hiszpania (1872), Ricordi di Londra – Wspomnienia z Londynu (1873), Olanda – Holandia (1874), Marocco – Maroko (1876), Costantinopoli – Konstantynopol (1878-79), Ricordi di Parigi – Wspomnienia z Paryża (1879).

## Serce
17 października 1886, w pierwszy dzień roku szkolnego we Włoszech, wydawnictwo Treves wydało jego pierwszą powieść, Cuore (Serce, wyd. pol. 1887), która natychmiast odniosła sukces. W ciągu kilku następnych miesięcy wydawano ją wielokrotnie, przetłumaczono na wiele języków. Ta przeznaczona dla młodzieży książka była bardzo ceniona za bogactwo bodźców moralnych i patriotycznych, natomiast przez niektórych polityków katolickich była ostro krytykowana, ponieważ autor pomijał w niej wątki religijne. Książka, uznana za arcydzieło, weszła na stałe do kanonu literatury dla dzieci i młodzieży na całym świecie.

## Późniejsze lata
Około roku 1890 De Amicis zbliżył się do idei socjalizmu. Z przekonania został członkiem partii socjalistycznej. Zmiana ta jest zauważalna w jego późniejszych dziełach, w których poświęcał uwagę problemom najbiedniejszych warstw społecznych. Pisze takie książki jak Sull’oceano (1889), w której opowiada o złych warunkach życia ubogich włoskich emigrantów (miał okazję poznać je objeżdżając jako dziennikarz Amerykę Południową), Il romanzo di un maestro (1890), Amore e ginnastica (1892), Maestrina degli operai (1895), La carrozza di tutti (1899). Prócz tego pisze wiele artykułów odnoszących się do problemów socjalnych mieszkańców Turynu, które zebrał w książce Questione sociale (1894). Jego ostatnimi dziełami były L’idoma gentile (1905) i Nuovi ritratti letterari e artistici (1908) oraz Ricordi d’un viaggio in Sicilia (1908)
Ostatnie lata życia zostały naznaczone tragediami: śmiercią jego matki, od której był bardzo zależny, częstymi konfliktami z żoną Teresą Boassi ulegającą atakom, których punktem szczytowym było samobójstwo ich syna Furia. Edmondo de Amicis zmarł w roku 1908 w Bordigherze.